# Alguer TV
Alguer TV, també conegut com a Televisió de l'Alguer (TVA), és un canal de televisió local en llengua catalana de la població sarda de l'Alguer, fruit de l'acord signat entre l'Obra Cultural de l'Alguer i la Fundació Alguer Liberada.
El canal va néixer el març de l'any 2008 i a part de realitzar espais informatius de producció pròpia també reemet el senyal del canal internacional de Televisió de Catalunya. La televisió va ser creada a fi d'impulsar una fundació integrada per un grup cultural de més de cinquanta membres (la Fundació Alguer Liberada) i amb el suport de l'Obra Cultural de l'Alguer. El projecte va rebre el suport de Daily Alguer.it Alghero i Stereo Radio Wave, que col·laboren en la creació de programes de televisió. Així mateix, gràcies a un acord signat amb Televisió de Catalunya el març de 2008, TVA n'emet part de la programació.